# Wojna planet
Kagaku ninja-tai Gatchaman (jap. 科学忍者隊ガッチャマン) – serial anime wyprodukowany przez Tatsunoko Production i emitowany w Japonii w latach 1972–1974. 
Seria doczekała się także dwóch kontynuacji: Kagaku ninja-tai Gatchaman II (jap. 科学忍者隊ガッチャマンII) oraz Kagaku ninja-tai Gatchaman F (jap. 科学忍者隊ガッチャマンF), a także trzech zmodyfikowanych wersji, stworzonych na potrzeby rynku amerykańskiego: Wojna planet / Załoga G (ang. Battle of the Planets), G-Force oraz Eskadra Orła (ang. Eagle Riders).
W Polsce wyemitowana pod tytułem Wojna planet / Załoga G zmodyfikowana wersja serialu była emitowana w ramach letnich czwartkowych Teleferii. Serial miał premierę 12 czerwca 1980 w kinie Teleferii.

## Zarys fabuły
Galactor to okrutna organizacja przestępcza, na której czele stoi obcy próbujący najechać i podbić Ziemię. W związku z tym doktor Nambu werbuje do walki z organizacją pięciu młodych ludzi do drużyny o nazwie Gatchaman.

## Bohaterowie

### Herosi
- Owashi no Ken (Orzeł Ken) / Ken Washio / Gatchaman 1 (Mark w Załodze G, Ace Goodheart w G-Force i Hunter Harris w Eskadrze Orła) – Ken to oblatywacz prototypów samolotów i przywódca grupy. Jest zdolnym karateką. Z reguły uważnie obmyśla taktykę działania, jednak ma skłonności do wybierania ryzykownych rozwiązań. Dopiero po tragicznym wypadku jednego z członków załogi staje się ostrożniejszy. Jego bronią jest minibumerang. Głos w oryginalnej wersji podkładał mu Katsuji Mori. Jego pojazdem jest szybowiec, a symbolem orzeł. W serialu Jetman jego odpowiednikiem jest Ryū Tendō.
- Condoru no Joe (Kondor Joe) / George Asakura / Gatchaman 2 (Jason w Załodze G, Dirk Daring w G-Force i Joe Thax w Eskadrze Orła) – samotnik, wicelider. Pochodzi z Włoch. Poważniejszy od Kena. Jego broń to ostre piórko. Jego odpowiednik w Jetman, Gai, jest tak samo sarkastyczny jak on. W oryginalnej wersji głos podkładał mu znany piosenkarz Isao Sasaki. Jego symbolem jest kondor. Prowadzi wyścigówkę F1. W Jettoman jego odpowiednikiem jest Gai Yūki (obydwaj giną w ostatnich odcinkach).
- Shiratori no Jun (Łabędź Jun)/ Gatchaman 3 (Księżniczka/Princes w Załodze G, Aggie June w G-Force i Kelly Jennar w Eskadrze Orła) – razem z przybranym (adoptowanym) bratem Jinpeiem prowadzi bar „Snack Jun”. Gra na gitarze. W oryginalnej wersji mówiła głosem Kazuko Sugiyamy. Jej symbolem jest łabędź, a bronią jojo wypełnione materiałami wybuchowymi. Jeździ motocyklem. Jej odpowiedniczką w Jetman jest Kaori Rokumeikan.
- Kosaburo no Jinpei (Jaskółka Jinpei) / Gatchaman 4 (Keyop w Załodze G, PeeWee w G-Force i Mikey Dugan w Eskadrze Orła) – najmniejszy i najmłodszy z ekipy. Przybrany brat Jun (znalazła go jako osierocone niemowlę i zaadoptowała), pomocnik i jedyny kelner w jej barze. Jego bronią są klakery (2 niewielkie bomby połączone ze sobą linką – broń stosowana głównie na odległość). W oryginale mówił głosem Yoku'ego Shioyi. Jego symbolem jest jaskółka, a porusza się gokartem. W Jetman jego odpowiedniczką jest Ako Hayasaka.
- Mimizuku no Ryu (Sowa Ryu) / Ryu Nakanishi / Gatchaman 5 (Tiny w Załodze G, Hoot Owl w G-Force i Ollie Keeawani w Eskadrze Orła) – siłacz i „trzeci dowódca”. Jest to typ wesołka – razem z Jinpei'em tworzą typowy duet komediowy. Machina, którą pilotuje to główny pojazd drużyny – statek powietrzny o nazwie „God Phoenix” (Bóg Feniks/Boski Feniks). Jego bronią jest pistolet (którego rzadko używa). Jego symbol to puchacz. W oryginale głos podkładał mu Shingo Kanemoto. W Jetman jego odpowiednikiem jest Raita Ōishi.

### Alianci
- Doktor Kozaburo Nambu (Szef Anderson w Załodze G, Dr Ben Brighthead w G-Force i Dr Thaddeus Keane w Eskadrze Orła) – fundator i opiekun Naukowych Ninja. Wynalazca maszyn, którymi posługuje się grupa oraz jeden z głównych naukowców International Science Organization (w skrócie ISO, czyli Międzynarodowej Organizacji Naukowej). Jest też kimś w rodzaju zastępczego ojca dla piątki bohaterów (poza Ryu żaden z członków nie ma rodziny).

### Wrogowie
- Berg Katse (Zoltar w Załodze G, Galactor w G-Force i Lukan w Eskadrze Orłów) – przywódca organizacji Galactor, działający pod bezpośrednią komendą Sosai X (Lidera X). Na początku serii zdaje się być mężczyzną, jednak jak się później okazuje, jest to mutant o zdolności zmiany płci i wyglądu. Powstał w wyniku eksperymentu Lidera X, polegającego na połączeniu jednojajowych bliźniąt we wczesnym stadium ciąży. W amerykańskiej wersji jest traktowany(/a) jako obojnak.
- Sosai X (Lider X) (Great Spirit w Wojnie Planet, Computor w G-Force i Cybercon w Eskadrze Orłów) – pojawia się jako główny przeciwnik i mózg organizacji Galactor we wszystkich sezonach serii (w 2 następnych z innym subgenerałem). Nie posiada konkretnego ciała i przekazuje swoje rozkazy pojawiając się jako hologram (w kolejnych sezonach w nieco innym kształcie). Pochodzi ze Świata Selectoru w Galaktyce Andromeda. Jest powiedziane, że przebywa na Ziemi od kilku tysięcy lat, planując jej przejęcie.
- GelSadora (sezon 2) (Mallanox/Nancy Aikens w Eskadrze Orłów) – zastępczyni Katse w drugim sezonie serii. Powstała przez naukowo wymuszony wzrost i mutację 6-latki, wcześniej porwanej z Ziemi. Nowa zabawka i subgenerał Lidera X.

## Anime
Seria Kagaku ninja-tai Gatchaman została wyprodukowana w 1972 roku przez Tatsunoko Production i składa się z 105 odcinków trwających po pół godziny każdy. Kolejne odcinki były w Japonii po raz pierwszy emitowane od października 1972 do września 1974.

### Kontynuacje
Seria Kagaku ninja-tai Gatchaman II została wyprodukowana w 1978 roku przez Tatsunoko Production i składa się z 52 odcinków trwających po pół godziny każdy. Kolejne odcinki były w Japonii po raz pierwszy emitowane od października 1978 do września 1979.
Seria Kagaku ninja-tai Gatchaman F została wyprodukowana w 1979 roku przez Tatsunoko Production i składa się z 48 odcinków trwających po pół godziny każdy. Kolejne odcinki były w Japonii po raz pierwszy emitowane od października 1979 do sierpnia 1980.
Poza Japonią wyemitowano amalgamat wyżej wymienionych kontynuacji w postaci 65-odcinkowej serii Eskadra Orłów.
Powstał również film kinowy z 1978 roku.
W 1994 roku wydano trzyczęściową serię OAV ze zmienionymi projektami kostiumów postaci i nową grafiką.

### Battle of the Planets
Serial zdobył duże uznanie w wielu krajach, np. w USA, gdzie na potrzeby amerykańskiej telewizji dokonano w nim wielu zmian. Przede wszystkim inaczej podzielono odcinki, w wyniku czego otrzymano ich 85. Wersja ta też odpowiednio ocenzurowana: usunięto bądź przerobiono brutalniejsze sceny, „wytarto” krew, zmieniono nieco charakter postaci, zamerykanizowano nazwy i imiona bohaterów oraz dodano postać robota 7-Zark-7.
W polskiej telewizji serial był emitowany w latach 70. i 80. XX wieku. Zakupiono znacznie zmienioną wersję amerykańską. Pierwotnie tytuł serialu brzmiał zgodnie z wersją z USA – Wojna planet. Jednak w wyniku ingerencji partii związanej ze stanem wojennym, w wersji polskojęzycznej zmieniony został na bardziej pacyfistyczny Załoga G, co miało podkreślać jego kolektywny charakter. Członkami Załogi G jest piątka młodych ludzi o nadprzyrodzonych zdolnościach, uwalnianych słowem: Transformacja! Bohaterowie walczą ze Spectrą uosabianą przez Zoltara. Ważną postacią serii był również robot, koordynator z Centrum Neptuna 7-Zark-7 (w oryginale japońskim nie występował). Załoga G poruszała się pojazdem Feniksem, który czasami zmieniał się w Ognistego Feniksa.
W Polsce jako Załogę G wyemitowano tylko 71 z 82. odcinków pierwszej wersji amerykańskiej, plus dwukrotnie odcinki 11., 12., 13., 19., 33. oraz 46. (sondażowa Wojna planet). Nie wyemitowano ostatnich dwóch odcinków, w których to Zoltar okazuje się obojnakiem, a jeden z głównych bohaterów – Kondor – ginie. Niektóre z odcinków usunięto już w wersji amerykańskiej, inne zablokowała cenzura PRL-u.

### Eskadra Orła
Powstała także seria zatytułowana Eskadra Orła (ang. Eagle Riders), wyprodukowana przez Saban Entertainment, składająca się łącznie z 65 odcinków. Serial jest zmodyfikowaną wersją stanowiącą amalgamat dwóch japońskich serii animowanych: Kagaku ninja-tai Gatchaman II (jap. 科学忍者隊ガッチャマンII) oraz Kagaku ninja-tai Gatchaman F (jap. 科学忍者隊ガッチャマンF). Sequel Wojny planet.
W Polsce serial emitowany był na kanale Fox Kids.

## Film aktorski
Na podstawie serii anime powstał film live action, za produkcję którego odpowiada firma Nikkatsu. Za dystrybucję filmu odpowiada Tōhō. Reżyserem filmu został Tōya Satō, za scenariusz odpowiada Yūsuke Watanabe, projekty postaci wykonał Shinji Aramaki, a za efekty specjalne odpowiada Takashi Yamazaki. Zdjęcia do filmu rozpoczęły się w październiku 2012 roku.
W głównych rolach wystąpili: Tori Matsuzaka jako Ken, Gō Ayano jako Jō, Ayame Gōriki jako Jun, Tatsuomi Hamada jako Jinpei oraz Ryōhei Suzuki jako Ryū.
W kwietniu 2013 za pośrednictwem oficjalnej strony internetowej opublikowano 30-sekundowy zwiastun filmu. Film miał swoją premierę 24 sierpnia 2013.

## Odbiór
Serial zdobył duzą popularność w Polsce; doczekał się sparodiowania przez Kabaret Tey i uwiecznienia w piosence zespołu Hurt.